# Лежнев, Николай Максимович
Николай Максимович Лежнев — советский военно-морской деятель, инженерный работник, старший преподаватель спецпредметов ВСККС подводного плавания в УКОПП им. С. М. Кирова, инженер-капитан 1-го ранга (1940).

## Биография
Русский, из купеческой семьи, беспартийный. В РККФ с октября 1917. Флагманский электрик-мичман военного времени. С октября 1918 участвовал в Гражданской войне, с июля 1919 на подводных лодках в Балтийском море и Финском заливе. В 1928 им написан дважды переиздававшийся учебник «Электрические аккумуляторы», которым в дальнейшем пользовались во всех военно-морских училищах; в 1940 и 1944 им составлены «Графики аккумуляторных батарей и гребных электродвигателей для подводных лодок типа „Щ“ и типа „С“». С 1930-х старший преподаватель спецпредметов Высших специальных курсов командного состава подводного плавания в Учебном Краснознамённом отряде подводного плавания имени С. М. Кирова.

### Звания
- Инженер-флагман 3-го ранга (29 марта 1940).[2][3]
- Инженер-капитан 1-го ранга (8 июня 1940).[4]

### Награды
- Орден Ленина (1945);
- Орден Красного Знамени (1944);
- Орден Трудового Красного Знамени (1945);
- Медаль «За победу над Германией в Великой Отечественной войне 1941—1945 гг.» (1945).

## Публикации
- Электрические аккумуляторы — 1928;
- Графики аккумуляторных батарей и гребных электродвигателей для подводных лодок типа «Щ» и типа «С» — 1940, 1944.